# Hochfelden (Frankrijk)
Hochfelden is een gemeente in het Franse departement Bas-Rhin (regio Grand Est). De gemeente maakt deel uit van het kanton Bouxwiller in het arrondissement Saverne. Hochfelden telde op 1 januari 2022 4.039 inwoners.

## Geschiedenis
Hochfelden behoorde tot kanton Hochfelden in het arrondissement Strasbourg-Campagne. Bij de kantonale herindeling werden beide vanaf 2015 opgeheven en de gemeente werd ondergebracht in het kanton Bouxwiller in het arrondissement Saverne.

## Geografie
De oppervlakte van Hochfelden bedroeg op 1 januari 2022 15,76 vierkante kilometer; de bevolkingsdichtheid was toen 256,3 inwoners per km². 

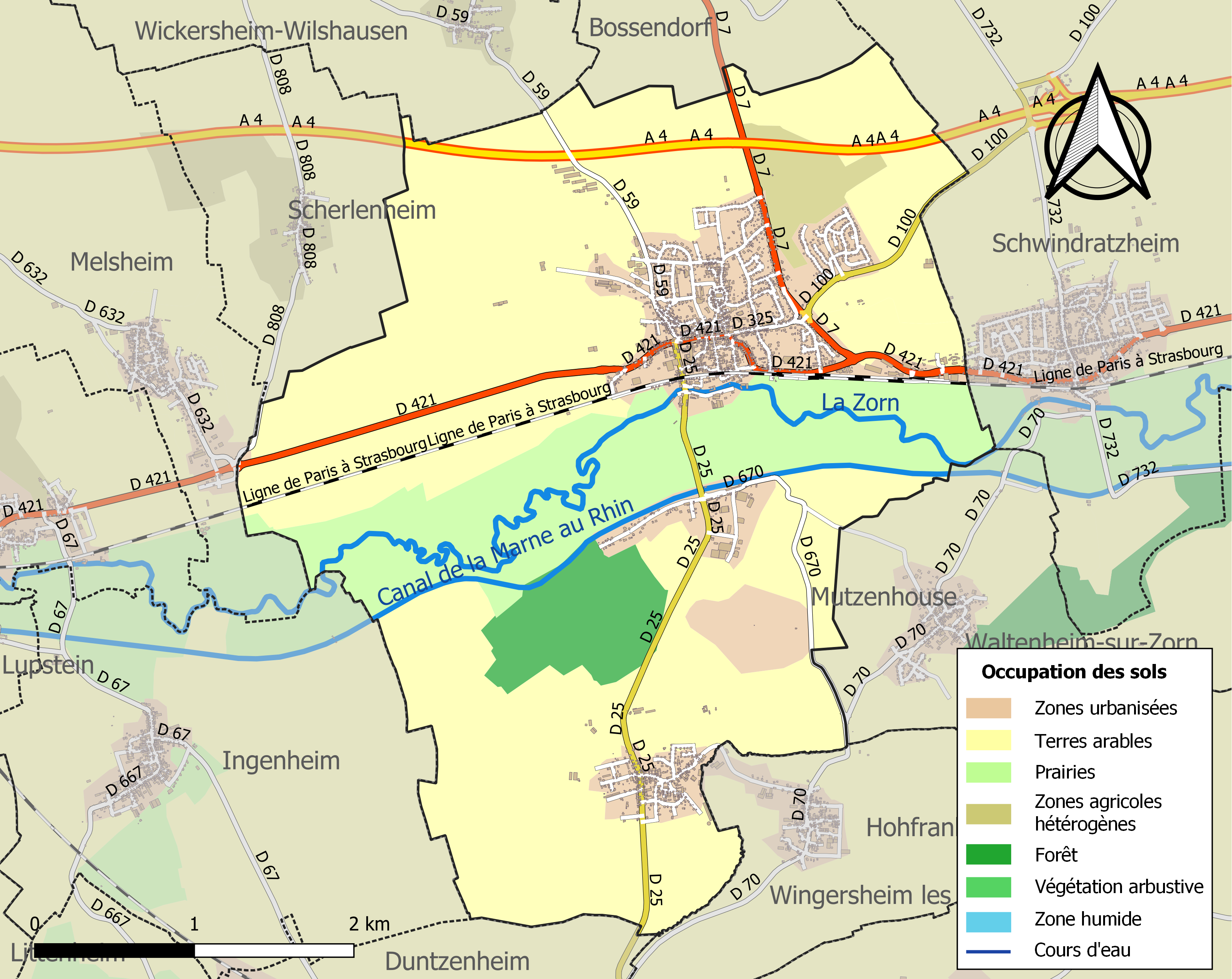
Kaart van de gemeente met de belangrijkste infrastructuur, bodemgebruik en omliggende gemeenten

## Demografie
Onderstaande figuur toont het verloop van het inwonertal (bron: INSEE-tellingen).

## Verkeer en vervoer
In de gemeente staat het spoorwegstation Hochfelden.